# 제천 김세균 고가
제천 김세균 고가(堤川 金世均 古家)는 충청북도 제천시 한수면 송계리에 있는 조선시대 순조(재위 1800∼1834) 때 이조판서를 지낸 김세균(1812∼1879)이 살았던 옛집이다. 1981년 5월 1일 충청북도의 유형문화재 제88호 김세균판서고가(金世均判書古家)로 지정되었으나, 2013년 1월 18일 현재의 문화재 명칭으로 변경되었다.

## 개요
조선 순조(재위 1800∼1834) 때 이조판서를 지낸 김세균(1812∼1879)이 살았던 옛집이다. 원래는 한수면 북노리에 있었으나 충주댐 건설로 인하여 안채는 충주로 옮겨 지었고 사랑채는 이곳으로 옮겼다.
ㄴ자 모양으로 꺾이는 부분인 중앙에 부엌을 놓아 구들을 시설하고, 앞면 끝에 대청을 배치하였다. 대청은 문을 달아 마루방으로 꾸몄고, 집의 맨 뒤쪽에 사랑방을 배치하여 제사를 지낼 수 있도록 한 점이 특이하다. 지붕 옆면이 여덟 팔(八)자 모양인 팔작지붕집이며, 잘 다듬은 네모 주춧돌과 각 방문 밑에 나무로 설치한 머름 등이 이 집의 격을 높여준다.

## 같이 보기
- 김세균

## 참고 자료
- 제천 김세균 고가 - 국가유산청 국가유산포털